# Ptérylie
Les ptérylies sont des petites zones de la peau des oiseaux où certaines plumes spécifiques poussent. À chaque type de plume sa ptérylie.
Les plumes de contour sont implantées sur 13 zones, ainsi réparties : tête (1), ventre (2), queue (1), milieu du dos (1), base de l'aile (2), aile (2) base de la patte (2) « cuisse » (2).
Les ptérylies sont parsemées d'espaces sans plumes. Ces "trous" du plumage sont appelés aptéries.